# Euripus holofernes
Euripus holofernes är en fjärilsart som beskrevs av Otto Staudinger 1886. Euripus holofernes ingår i släktet Euripus och familjen praktfjärilar. Inga underarter finns listade i Catalogue of Life.